# Le docteur abuse

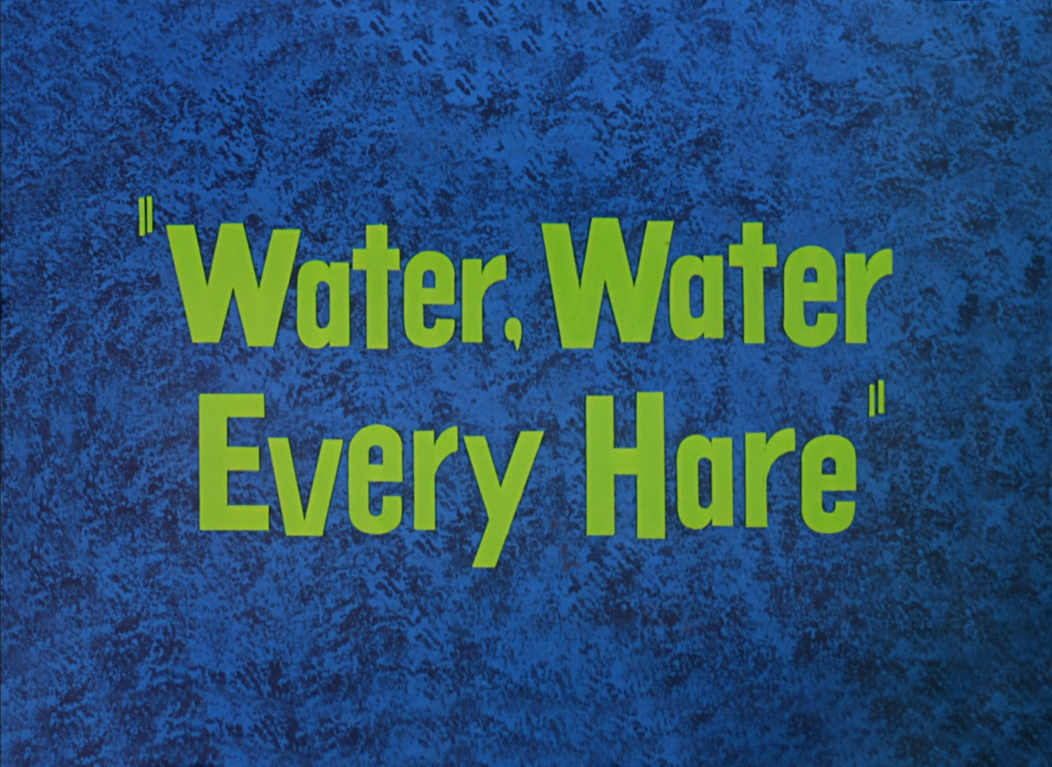
Intertitre

Le docteur abuse (Water, Water Every Hare) est un cartoon Looney Tunes paru en 1952, avec en vedette Bugs Bunny et Gossamer, et est un remake de Dîner de monstres.
Le titre original est un jeu de mots sur la strophe « De l'eau, de l'eau, partout de l’eau / Et pas une seule goutte à boire » du poème La Complainte du vieux marin, par Samuel Taylor Coleridge. Quant au titre français, c'est une référence au docteur Mabuse.
Ce dessin animé est disponible sur le disque 1 de Looney Tunes Golden Collection: Volume 1.

## Synopsis
Un peu comme dans Dîner de monstres, Bugs (après avoir été inondé dans son terrier durant le sommeil, à cause d'une forte pluie) se retrouve pris au piège dans le château d'un « mauvais savant » (c'est ce que dit le signe au néon à l'extérieur de son château, souligné d'une seconde ligne clignotante et disant « BOO »), qui cette fois est une caricature de Boris Karloff, et qui a besoin d'un cerveau vivant pour terminer une expérience. Quand Bugs se réveille, il est terrifié quand il voit le savant (« Eh, eh, eh, w-w-what's up, doc? »), un sarcophage (« Qu'est-ce qui se passe ici ? ») et le robot de l'expérience (« Mais où suis-je donc ? »), et les ayant vus fuit finalement de terreur. Pour le rattraper, le chercheur envoie un monstre orange et poilu, Gossamer (ici appelé « Rudolf »), à qui il promet une récompense sous la forme d'un goulasch d'araignées.
Dans une scène très similaire à celle du Dîner de monstres, Bugs continue à courir jusqu'à ce qu'une trappe sur le sol s'ouvre et un caillou tombe dans l'eau de la fosse, dans laquelle il y a des crocodiles. Alors qu'il marche à reculons, remerciant le ciel de ne pas être tombé, il se heurte à Rudolf. Bugs a une idée (« Uh oh. Pense vite, lapin ! ») et fait comme mauvais coiffeur, donnant au monstre poilu une nouvelle coupe de cheveux («  Oh nom d'un bigoudi. Mais qui vous a fait cette épouvantable coupe de cheveux? Oh, quel massacre; ce n'est pas du tout votre style. Installez-vous confortablement et laissez moi réparer l'ampleur des dégâts. Oh mais c'est emmêlé, tout ça. C'est effroyable. Un monstre qui est tellement intéressant mérite mieux. Laissez moi vous dire un truc : si un monstre aussi intéressant ne peut pas avoir une coiffure intéressante, on peut se demander où va le monde. Dans mon métier, on rencontre tant de gens intéressants, mon cher. Tiens, passez-moi les épingles, je vous prie. Mais les plus intéressants sont les monstres. Oh, c'est bancal, ça ne tiendra jamais. Je vais vous faire une petite permanente. ») Il reçoit des bâtons de dynamite et les place dans les cheveux du monstre, leur donnant l'apparence de bigoudis. Il les allume et s'enfuit juste avant l'explosion (« Je dois aller faire une manucure à une  vieille dame très intéressante ; mais je reviendrai avant que ce ne soit cuit . »), qui laisse Rudolf la tête chauve.
Rudolf, après avoir attaché ses cheveux en arrière en un cône, court après Bugs. Dans le laboratoire de chimie, Bugs voit une bouteille sur laquelle est écrit « Fluide d'invisibilité », la renverse sur lui-même et devient invisible (« Pas mal ! »). Il trouve une poubelle et la déverse sur Rudolf. Puis il trouve un maillet et frappe la poubelle, la faisant trembler. Enfin, il tire le tapis sur lequel Rudolf se tient, le faisant tomber sur les fesses. Coup de grâce, Bugs prend une bouteille d'« huile réductrice » et en verse la totalité du contenu sur Rudolf, qui rapetisse en rugissant. Mettant un costume, un manteau et un chapeau et saisissant deux valises, Rudolf entre dans un trou de souris, en vire la résidente à coups de pied, et claque la porte sur laquelle se trouve une pancarte disant « I quit ! » (Je laisse tomber). Brandissant une bouteille de whisky, la souris dit : « Ben moi aussi ! », puis s'éloigne en vitesse.
Toujours invisible, Bugs mange une carotte avec la satisfaction de s'être débarrassé du monstre (« Enfin seul. »). Soudain, le savant fou rend Bugs visible avec du « régénérateur de lapin. » (« Ne jamais envoyer un monstre pour faire le travail d'un méchant savant. »), insistant pour que le lapin donne son cerveau (« Je sens que tu vas devenir un petit lapin coopératif et que tu vas me laisser te prendre ton cerveau. »). Quand Bugs Bunny refuse (« Euh, navré docteur, mais j'ai besoin du peu de cervelle que  j'ai »), le savant jette une hache droit sur lui. Bugs s'écarte et la hache fait éclater une grande bouteille d'éther dont les vapeurs droguent tant Bugs que le savant. Au ralenti, le savant groggy poursuit un Bugs tout aussi groggy (« Reviens...par...ici...mon...la...pin! ») (Carl Stalling ponctue habilement la course par la lecture d'une version lente, voire « somnolente » de l'ouverture de Guillaume Tell). Bugs va lentement vers le savant, qui s'endort.
Toujours avec lenteur, Bugs sort du château et, à l'horizon, trébuche sur une pierre et s'endort, atterrissant dans un ruisseau qui le mène directement dans son terrier inondé. Tout à coup, il se réveille et déclare qu'il doit avoir fait un cauchemar. Le Rudolf miniature passe sur une barque et lui dit d'une voix haut perchée : « Ah, oui!? Vous en êtes sûr ? », laissant Bugs le regard confus.

## Distribution des voix
- Mel Blanc : Bugs Bunny, Gossamer et la Souris
- John T. Smith : le savant (non crédité)